# Park Inn by Radisson
Park Inn by Radisson — международная гостиничная сеть, в настоящий момент состоящая из более чем 140 гостиниц. Отели Park Inn позиционируются как яркие и современные и находятся в средней ценовой категории (дешевле чем, например, Radisson Blu и Radisson Red).

## История
До 2000 года, сеть отелей Park Inn полностью принадлежала Olympus Hospitality Group, однако, летом 2000 года, было подписано стратегическое соглашение с гигантом — Carlson Hotels, для дальнейшего развития сети и укрепления бизнес-партнёрства. Но уже в сентябре 2003 года полный пакет акций отелей Park (включая Park Inn и Park Plaza) перешёл под контроль Carlson Hotels Worldwide. На момент покупки, сеть Park Inn включала 68 отелей в шести странах.

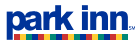
Первый логотип Park Inn после ребрендинга

В начале 2004 года Carlson Hotels Worldwide сделали полный ребрендинг сети гостиниц, включая создание нового логотипа и совершенно новой системы ценностей. Об этом представитель компании заявил 21 января во время Инвестиционного саммита гостиничного бизнеса в США. По его словам, сеть провела исследование по предпочтениям своих клиентов и новая стратегия бренда будет формироваться на основе пожеланий постояльцев. К моменту этого заявления, сеть Park Inn уже насчитывала 70 отелей на территории 11 стран мира, при этом 30 из них — на территории Северной Америки.
В 2009 году The Rezidor Hotel Group и российская компания ООО «Региональная гостиничная сеть» подписали соглашение о сотрудничестве для развития сети отелей Park Inn на территории Российской Федерации. Первоначально, в рамках договора, было запланировано строительство 20 отелей в крупнейших региональных центрах на территории РФ. На момент подписания соглашения, было запланировано строительство отелей в Астрахани, Сочи, Воронеже и Ярославле.

## Отели Park Inn by Radisson
В настоящий момент, в сеть отелей Park Inn by Radisson входит более 140 отелей. При этом на территории СНГ находится 28 гостиниц.

### В России
- Park Inn by Radisson Роза Хутор
- Park Inn by Radisson Прибалтийская в Санкт-Петербурге
- Park Inn by Radisson Пулковская в Санкт-Петербурге
- Park Inn by Radisson Невский в Санкт-Петербурге
- Park Inn by Radisson в аэропорту Пулково в Санкт-Петербурге
- Park Inn by Radisson Мурманск
- Park Inn by Radisson Саду в Москвe
- Park Inn by Radisson Измайлово, Москва
- Park Inn by Radisson Великий Новгород
- Park Inn by Radisson Новокузнецк
- Park Inn by Radisson в аэропорту Шереметьево, Москва
- Park Inn by Radisson Екатеринбург
- Park Inn by Radisson Одинцово, Московская область.
- Park Inn by Radisson Калининград

С 1 июля 2021 года отели Park inn by Radisson в Астрахани, Волгограде, Ижевске, Казани, Сочи, Новосибирске и Ярославле работают под брендом Cosmos Hotels.

### В Латвии
- Park Inn by Radisson Residence Рига Барона
- Park Inn by Radisson Рига Вальдемара

### В Литве
- Park Inn by Radisson Каунас

### В Эстонии
- Park Inn by Radisson Таллин
- Park Inn by Radisson Меритон

### В Казахстане
- Park Inn by Radisson Астана

### Азербайджане
- Park Inn by Radisson, Баку

### На Украине
- Park Inn by Radisson OLIMPISKIY, Киев